# Kloranolol
Kloranolol (łac. cloranololum) – wielofunkcyjny organiczny związek chemiczny, lek stosowany w leczeniu nadciśnienia tętniczego, choroby niedokrwiennej serca oraz zaburzeń rytmu serca, o działaniu blokującym receptory adrenergiczne β1 oraz β2.

## Mechanizm działania
Kloranolol jest lekiem β-adrenolitycznym o działaniu na receptory adrenergiczne β1 oraz β2 bez wewnętrznej aktywności sympatykomimetycznej. Głównym metabolitem kloranololu jest p-hydroksylowana pochodna o podobnej aktywności biologicznej do samego leku. Działanie kloranololu po podaniu doustnym rozpoczyna się w ciągu 90 minut, utrzymuje się przez ponad 24 godziny, a maksymalny efekt następuje w ciągu 3–6 godzin.

## Zastosowanie
- nadciśnienie tętnicze[2]
- choroba niedokrwienna serca[2]
- zaburzenia rytmu serca[2]
- krążenie hiperkinetyczne[2]
- nadczynność tarczycy (wspomagająco)[2]

W 2016 roku kloranolol nie był dopuszczony do obrotu w Polsce.

## Działania niepożądane
Kloranolol może powodować następujące działania niepożądane:
- bezsenność
- duszność wysiłkowa
- nudności
- zaparcie
- anoreksja
- kserostomia
- zmęczenie
- ból głowy
- zaburzenia snu
- nadmierna potliwość
- koszmary senne